# Matrice (typographie)
Pour les articles homonymes, voir Matrice.
 (janvier 2015).

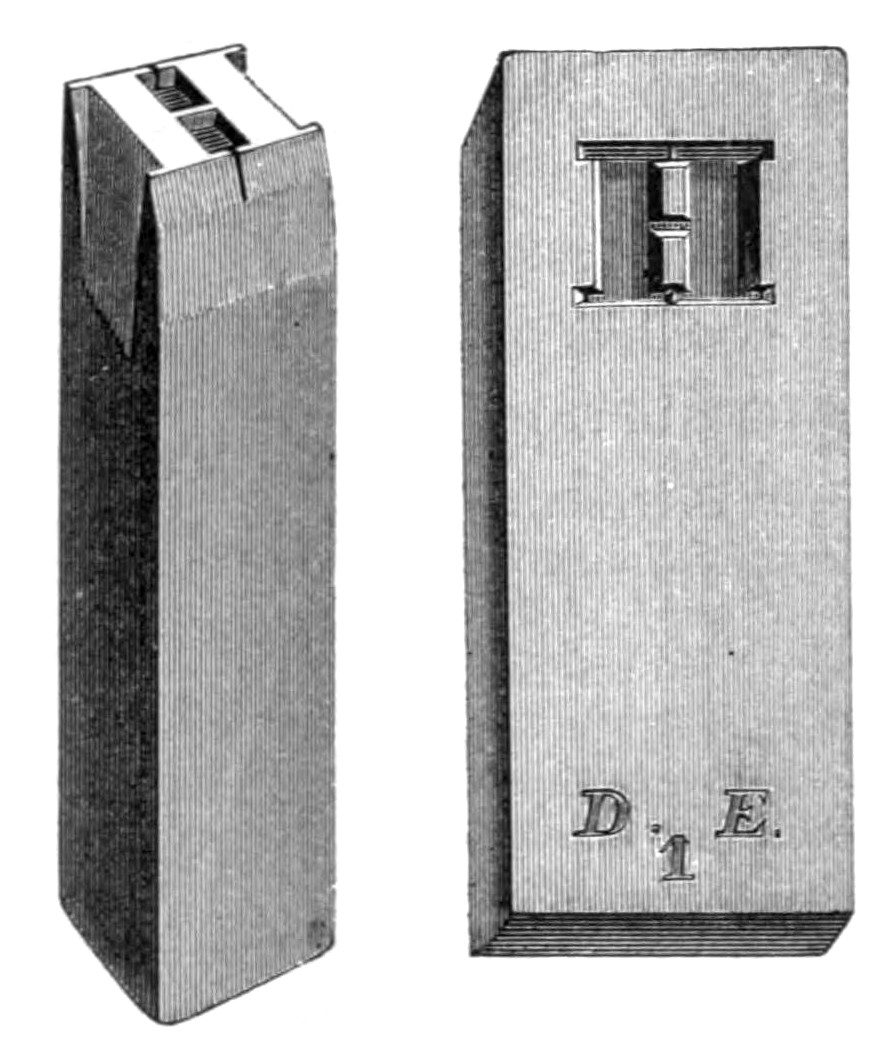
Poinçon (à gauche) et matrice (à droite) d’une lettre H capitale.

En imprimerie typographique, une matrice est un moule pour former des caractères en relief qui serviront à imprimer des textes.

## Fonderie de caractères
C’est Johannes Gutenberg qui invente le moule pour fondre les caractères en plomb, en même temps qu’il met au point l’ensemble de son procédé, qui comprend non seulement les caractères en relief mobiles (déjà employés en Extrême-Orient), mais aussi la presse et l’encre typographique.
Le fond du moule est la matrice, une plaque de cuivre portant en creux la forme du caractère qui a été gravé en relief sur un poinçon. On peut ainsi fondre autant de caractères identiques qu’on veut, puis en changeant la matrice former un nouveau caractère. Le moule de Gutenberg a été utilisé pratiquement sans changement majeur jusqu’au XIXe siècle. Les ensembles poinçons-matrices sont restés jusqu’à l’ère de la photocomposition les bases de toute police de caractères et étaient soigneusement conservés.

## Stéréotypie
Au XVIIIe siècle, on se préoccupe d’imprimer plus vite et moins cher. De multiples essais sont effectués pour mettre au point une technique de stéréotypie. Il s’agit de créer une forme imprimante en un seul bloc, qui constitue une page entière de texte. Pour cela, on compose la page selon le procédé traditionnel, en assemblant les caractères mobiles en plomb. Puis on verse dessus une substance qui va en épouser la forme, durcir, et une fois démoulée, portera en creux le dessin des caractères. C’est une « matrice ». On coule sur cette matrice du plomb, et on obtient une copie exacte de la page composée : un cliché, ou stéréotype.
L’avantage est qu’on peut réaliser plusieurs clichés qui pourront imprimer la même page sur des presses différentes, être conservés pour une réimpression, tandis que les caractères sont récupérés et peuvent servir à une nouvelle composition. La matrice pouvait être en plâtre, en argile (kaolin), souvent de matériaux composites, avant d’être en épaisseurs de papiers collés ou de matières synthétiques. Ces matrices souples pouvaient être cintrées de manière à donner des formes adaptées aux cylindres des rotatives pour l’impression des journaux. Elles étaient alors appelées des « flans ».

## Gravure
En gravure, le terme de matrice s’applique à toute forme originale servant à l’impression d’estampes, quelle que soit la technique utilisée.